# Manços de Évora

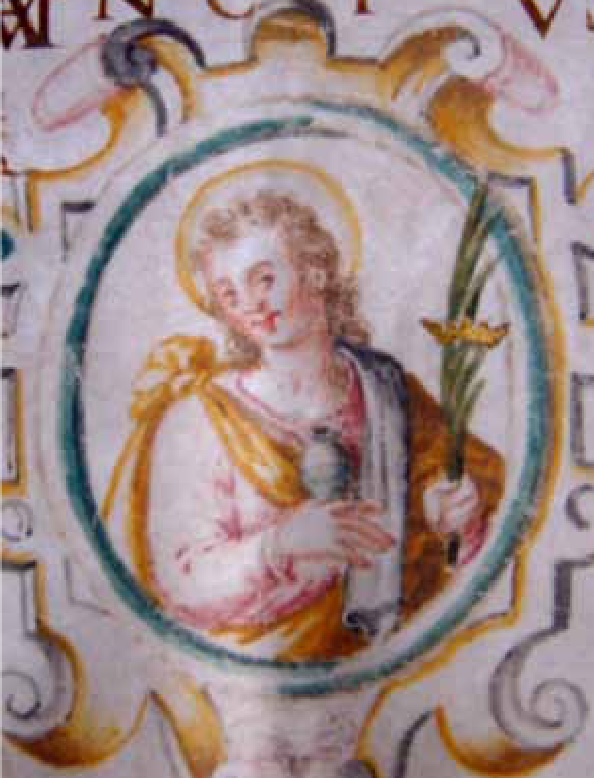
São Manços, em iluminura do século XVI

São Manços ou São Mâncio é um bispo semi-lendário, considerado santo, que terá sido o primeiro bispo da Arquidiocese de Évora e de Lisboa.
Em 1195 surge uma referência escrita a este e o seu culto difundiu-se nos fins do século XIII.
Segundo a versão mais conhecida, ainda que toda a sua história esteja envolta em lenda, teria sido um romano discípulo de Cristo, que não um dos Doze Apóstolos, que terá inclusive participado na Última Ceia e testemunhado o acontecimento do Pentecostes.
Depois terá sido enviado a evangelizar a Península Ibérica, fixando-se em Évora, onde fundaria o seu bispado. Terá sido, também, o primeiro bispo de Lisboa no ano 36.